# Аль-Марварруди
Ха́лид ибн Абд аль-Ма́лик (араб. خالد بن عبد الملك‎), известный как аль-Марварру́ди (араб. المرو الروذي‎; ум. в первой половине IX века) — астроном, работавший при дворе Багдадских халифов из династии Аббасидов.
Точные годы жизни аль-Марварруди неизвестны. Судя по нисбе, он был родом из города Мерверруд, который располагался на реке Мургаб, на границе современного Афганистана и Туркмении. Его сын Мухаммад и внук Умар также стали астрономами.
Аль-Марварруди вместе с Яхьей ибн Абу Мансуром, Санадом ибн Али и аль-Джаухари участвовал в астрономических наблюдениях в Багдаде в 830 году и Дамаске в 833 году, на основе которых был составлен «Зидж аль-Мамуна, подвергнутый проверке». По приказу халифа аль-Мамуна, вместе с Али аль-Астурлаби и группой исследователей участвовал в измерении длины 1° дуги земного меридиана на равнине Синджар для определения размера Земли.